# وورتمبرگ-هوهنتسولرن
وورتمبرگ-هوهنتسولرن (به آلمانی: Württemberg-Hohenzollern) یک ایالت‌ در آلمان است که در بادن-وورتمبرگ واقع شده‌است.